# Thuiaria plumularioides
Thuiaria plumularioides is een hydroïdpoliep uit de familie Sertulariidae. De poliep komt uit het geslacht Thuiaria. Thuiaria plumularioides werd in 2000 voor het eerst wetenschappelijk beschreven door Watson. 